# Tauriac, Gironde

Tauriac este o comună în departamentul Gironde din sud-vestul Franței. În 2009 avea o populație de 1.282 de locuitori.

## Evoluția populației
| An        | 1975 | 1982  | 1990  | 1999  | 2006  | 2009  |
| --------- | ---- | ----- | ----- | ----- | ----- | ----- |
| Populație | 972  | 1.233 | 1.261 | 1.293 | 1.296 | 1.282 |